# Loi de von Baer
La loi de Baer est une loi en embryologie formulée par Karl Ernst von Baer en 1828 à la suite de son observation d’embryons de vertébrés. Elle stipule que les caractères généraux des embryons, visibles tôt dans leur développement, seront remplacés progressivement par des caractères de plus en plus spécifiques. Les embryons d’un poisson et d’un mammifère, par exemple, seront similaires pendant leurs premiers stades puis se différencieront graduellement en développant des caractères qui leur sont propres.

## Karl Ernst von Baer
Voir aussi : Karl Ernst von Baer

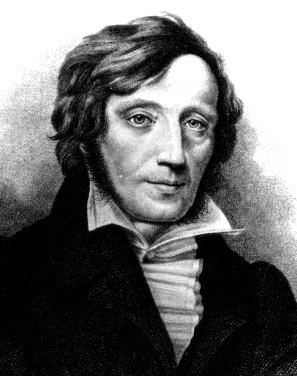
Karl Ernst von Baer

Karl Ernst von Baer est né le 28 février 1792 dans le village de Piibe, en Estonie actuelle, et mort le 28 novembre 1876 à Dorpat (aujourd’hui Tartu). Il s’intéressait à divers sujets dont l’embryologie, la médecine, la botanique, la zoologie, la géologie et la météorologie. Par contre, ce sont ses recherches en embryologie qui en ont fait un scientifique vénéré de cette époque. Il a abordé la reproduction mammalienne, le développement ainsi que le rôle du cœlome extra-embryonnaire, l’ontogénie et le fonctionnement des organes. Il a aussi été crédité de la découverte des ovules des mammifères.

Il est utile de mentionner que Baer adhérait à la théorie de Georges Cuvier selon laquelle les animaux seraient séparés en quatre grands groupes, ou embranchements :
- les radiata : animaux possédant une symétrie radiale (ex : étoile de mer);
- les mollusca : mollusques (ex : palourde);
- les articulata : animaux possédant un corps segmenté (ex : homard);
- les vertebrata : vertébrés (ex : grenouille).

## La loi de Baer
La loi de von Baer est subdivisée en quatre énoncés : 

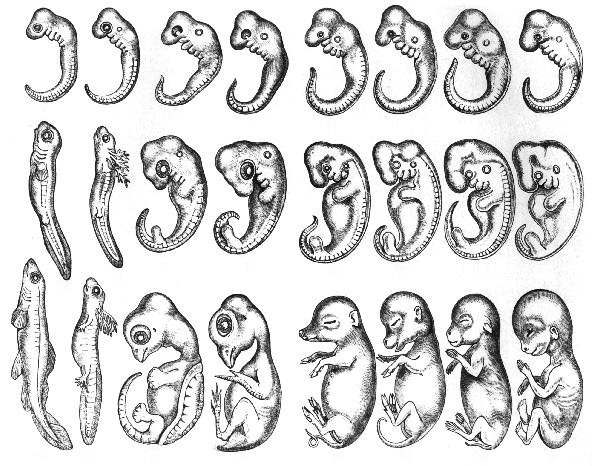
Copie de George Romanes des dessins d'embryons faussement attribués à Haeckel (1972)

- Copie de George Romanes des dessins d'embryons faussement attribués à Haeckel (1972)Un embryon présente les caractéristiques les plus générales du groupe d’animaux auquel il appartient avant de présenter les caractéristiques « spéciales »;
- Les caractères deviennent de plus en plus spécialisés en se développant à partir des caractères plus généraux;
- Pendant le développement, les stades d’un embryon divergent de plus en plus des stades embryonnaires des autres animaux;
- Un embryon d’un certain animal ne ressemble jamais à l’adulte d’un animal inférieur à lui (selon la chaîne des êtres); ce sont uniquement les embryons qui se ressemblent à un stade de développement donné.

von Baer illustre le phénomène de similarité entre embryons d’animaux d’embranchements distincts dans le passage suivant :
« Les embryons des mammifères, des oiseaux, des lézards, des serpents, et probablement aussi ceux des tortues, se ressemblent beaucoup pendant les premières phases de leur développement, tant dans leur ensemble que par le mode d'évolution des parties; cette ressemblance est même si parfaite, que nous ne pouvons les distinguer que par leur grosseur. Je possède, conservés dans l'alcool, deux petits embryons dont j'ai omis d'inscrire le nom, et il me serait actuellement impossible de dire à quelle classe ils appartiennent. Ce sont peut-être des lézards, des petits oiseaux, ou de très jeunes mammifères, tant est grande la similitude du mode de formation de la tête et du tronc chez ces animaux. Il est vrai que les extrémités de ces embryons manquent encore; mais eussent-elles été dans la première phase de leur développement, qu'elles ne nous auraient rien appris, car les pieds des lézards et des mammifères, les ailes et les pieds des oiseaux, et même les mains et les pieds de l'homme, partent tous de la même forme fondamentale. »

## Théories connexes
D’autres idées d’embryologie comparative ont été formulées à l’époque de von Baer. Un bon nombre de ces théories a été directement influencé par la théorie de la divergence de Baer, en lui appliquant une interprétation évolutive.

### Meckel-Serres
Quelques années avant que von Baer ne publie sa théorie, deux chercheurs, un Allemand et un Français, ont avancé que l’embryon d’un animal supérieur passe par une phase où ses structures anatomiques reflètent ceux des animaux inférieurs à lui (selon la chaîne des êtres). Les animaux inférieurs possèdent donc de façon permanente les structures sous-développées des animaux plus évolués qu’eux Cette hypothèse, connue sous le nom de la théorie du parallélisme (double) Meckel-Serres, a jeté les bases pour la théorie de la récapitulation d'Ernst Haeckel apparue une quarantaine d’années plus tard.

### Agassiz
Louis Agassiz, un scientifique suisse ayant immigré aux États-Unis, est allé plus loin avec sa théorie du parallélisme triple. Selon lui, l’ordre d’apparition des fossiles des animaux dans les strates géologiques reflète l’ordre d’apparition des caractères exhibés par les embryons qui reflète à son tour les liens phylogénétiques entre animaux.

### Darwin
Charles Darwin a vu dans la théorie de Baer une preuve en faveur d’une descendance commune des espèces ayant subi des modifications et une évolution différentes. Il citait d’ailleurs le fait que certains organes, comparés entre espèces, sont identiques au niveau de l’embryon, mais montrent de grandes différences au niveau de l’adulte mature.

### Haeckel
En se basant sur les trois théories précédentes (le parallélisme double, le parallélisme triple et l’évolution des espèces), Ernst Haeckel a composé la théorie de la récapitulation en 1868. Selon lui, l’ontogénie d’un individu récapitule sa phylogénèse. Les espèces supérieures passent par des phases embryologiques pendant lesquelles elles prennent la forme des espèces (de leur taxon) inférieures à elle en augmentant progressivement de « complexité».

## La loi de von Baer aujourd’hui

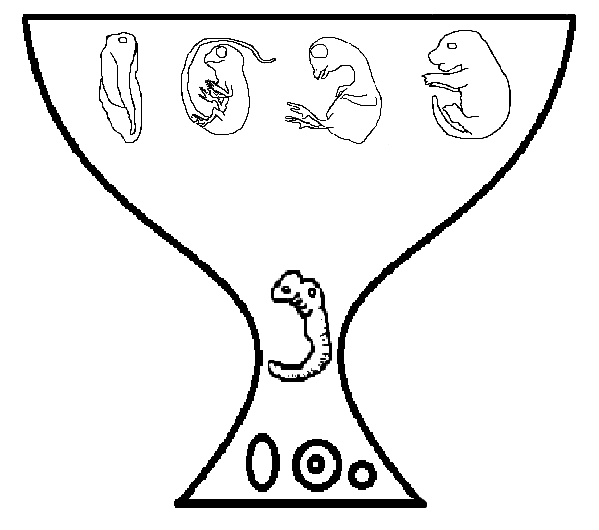
Théorie en sablier du développement d'embryons (divergence et stade phylotypique)

Bien que la loi de la divergence de von Baer décrive bien la réalité dans son ensemble, elle présente certains problèmes qui ont été relevés dans les quelques dernières décennies.

Une des principales lacunes de la théorie de Baer vient du fait que les jeunes embryons possèdent un degré de divergence très grand entre espèces (surtout pendant la phase de gastrulation). Le modèle en sablier, un élargissement de la théorie de Baer, prédit une phase de différences entre embryons au début du développement suivie par une phase de réduction de la variabilité morphologique entre embryons (stade phylotypique) avec une phase finale de divergence von Baerienne. Des études ont même confirmé la présence d’un stage phylotypique au niveau moléculaire,.
 
Exceptionnellement, il se peut que, malgré des différences au niveau du développement des stades larvaires ou embryonnaires, des individus d’espèces différentes aient une morphologie adulte très similaire. Ce phénomène est illustré graphiquement ci-bas.

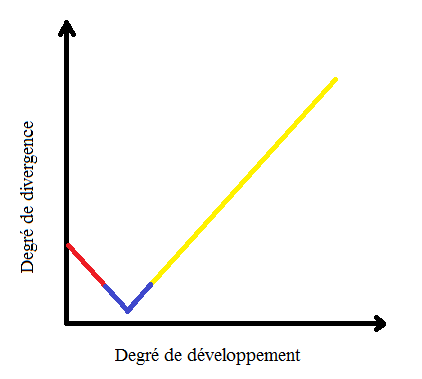
Représentation graphique du modèle en sablier. La phase du stade phylotypique (en bleu) sépare les phases de début (rouge) et de fin (jaune) du développement des embryons où on peut observer des divergences morphologiques.

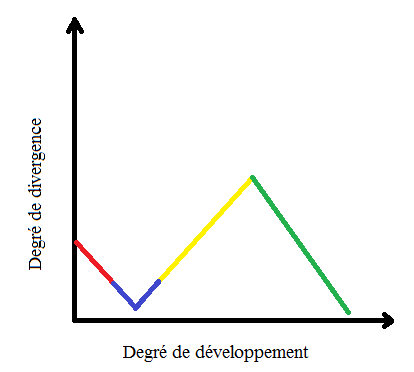
Représentation graphique du modèle en sablier avec phase de morphologies adultes similaires (vert). La phase du stade phylotypique (en bleu) sépare les phases de début (rouge) et de fin (jaune) du développement des embryons où on peut observer des divergences morphologiques.

Encore aujourd’hui, la théorie de von Baer est critiquée. Une étude de 2008, par exemple, est arrivée à la conclusion qu’aucune corrélation n’existe entre le degré de développement embryonnaire et la fréquence de changements évolutifs. Toutefois, en y apportant des modifications grâce aux connaissances acquises en embryologie depuis presque 200 ans, la loi de Baer reste encore pertinente aujourd’hui.